# Airas Paez
Airas Paez (también Airas Pais) fue un juglar gallego del siglo XIII.

## Biografía
Apenas se conservan datos biográficos. Hay indicios de ser natural de la provincia de Orense debido a que en alguna composición menciona la ermita de Santa María de Reza. Estuvo activo en la corte de Sancho IV, Según António Resende de Oliveira, citando a Ramón Menéndez Pidal, también estuvo en las cortes de Navarra y en la de Aragón, ya en los primeros años del siglo XIV.

## Obra
Se conservan 4 textos: 2 cantigas de amor y 2 cantigas de amigo, ambas del subgénero denominado cantigas de romería.